# Catapaguroides hooveri
Catapaguroides hooveri är en kräftdjursart som beskrevs av McLaughlin och Pittman 2002. Catapaguroides hooveri ingår i släktet Catapaguroides och familjen eremitkräftor. Inga underarter finns listade i Catalogue of Life.